# Pseudopanthera radiata
Pseudopanthera radiata là một loài bướm đêm trong họ Geometridae.